# 大間港
大間港（おおまこう）は、青森県下北郡大間町にある地方港湾。港湾管理者は青森県。

## 概要
フェリー「大函丸」により、地元の人が病院などの都市施設利用等の関係で北海道函館市へ行くとともに、津軽海峡間を最短で結ぶことからトラックなどの物流の利用も多く、また夏場の北海道ツーリングなど北海道観光のレジャー用としても利用されている。
函館便を運航している東日本フェリーの撤退報道がなされ航路休止の危機となったが、2008年12月から1年間の暫定として道南自動車フェリーに運営譲渡の上、運賃が増額となるが運航は続けられることとなった。その後、津軽海峡フェリーが同航路を運航している。
2015年度の発着数は748隻（1,388,645総トン）、うち外国商船1隻（1,118総トン）、利用客数は119,113人（乗込人員58,110人、上陸人員61,003人）である。

## 航路

### 津軽海峡フェリー
- 大間港 - 函館港

昭和39年6月、道南海運が運航を始めた日本初の外洋フェリー航路である。津軽海峡フェリーが大函丸を通常期2往復、繁忙期3往復運航する。

### かつて運航されていた航路
- 東日本フェリー
  - 大間港　- 　戸井漁港-昭和46年度～昭和55年度[4]
  - 大間港　- 　室蘭港-昭和45年度～昭和58年度[4]

## 周辺
- 大間崎

## アクセス
- 自動車
  - 国道4号線を使い野辺地町から国道279号線で下北半島に入り、大間崎を超えると着く。

- 路線バス
  - JR大湊線下北駅またはむつバスターミナルから下北交通「佐井車庫行」に乗車、「フェリー乗場前」バス停下車。所要時間は約2時間。